# Westdorp (buurtschap)
Westdorp is een buurt en buurtschap in de gemeente Bergen in de Nederlandse provincie Noord-Holland. De buurtschap grenst aan polders en bossen aan de westkant van het dorp Bergen. De buurtschap is bekend om de kunstenaars die hier woonden en wonen. Als buurt annex wijk van Bergen telde het 355 inwoners in 2020.

## Geschiedenis
Westdorp is een van de vier gehuchten annex buurtschappen waaruit het dorp Bergen is ontstaan.  
Het is niet bekend of de plaatsnaam verwijst naar het feit dat het ten westen was gelegen van Oudburg, ten westen van Oostdorp of ten westen van wat later de 'Kerkbuurt' is geworden, het centrum van Bergen. Dat centrum was langzaam ontstaan rond de kapel of kerk stond die daar waarschijnlijk al in de 11e eeuw werd gebouwd.
De eerste bewoners van gebied van Westdorp hebben zich waarschijnlijk gevestigd op de hogere gedeeltes rond de strandwal die er loopt, wat de oorsprong vormt van de Buerweg en de Hoflaan.
De samenhang van de plaatsen gaat terug tot de 10e eeuw, toen Bergen vermeld werd als Bergum. Westdorp was lang een agrarisch gerichte plaats aan de rand van het duingebied en het Bergermeer. 
Tussen de 11e en 14e eeuw waren in het bredere gebied regelmatig grote overstromingen door stormen en grotere eb en vloedverschillen. Via de Zijpe en de rivier de Rekere was er zo regelmatig ernstige overlast. In 12e eeuw werden er dan ook dijken en dammen aangelegd. Waarschijnlijk gaat de oude bewoning terug op kleine huisjes van zogeheten keuterboertjes. Door de aanleg van de dijken werd ook bewoning op lagere gedeeltes mogelijk, zoals op de lagere gedeeltes van de strandwal vlak bij het Wiertdijkje.
De buurtschap werd met dijken, zoals het Wiertdijkje, tegen het open water van het Bergermeer beschermd voordat deze werd ingepolderd in 1565. 
De meeste gevonden bewoning bleek uit archeologische onderzoek zich te bevinden tussen de bedijking (12e eeuw) en het midden van de 17e eeuw. Vanaf het midden van de 17e eeuw vonden er grootschaligere veranderingen van het landschap in en rond Westdorp. Uit die tijd dateert waarschijnlijk ook de aanleg van wat de Eeuwigelaan is gaan heten, de parallelweg van de Buerweg. De Eeuwigelaan vormt samen met de Zeeweg de hoofdverbindingsweg tussen Bergen en Bergen aan zee.
In de 17e eeuw werd ook het landgoed Hof te Bergen aangelegd. In het begin van de 20ste eeuw is de buurtschap verder op de schop gegaan, tussen 1910 en 1930 werd veel bewoning vervangen of bijgebouwd als een van de uitbreidingswijken van Bergen. Dit waren veelal villa's op ruime percelen. In 1906 werd Bergen aan Zee ontwikkeld als nieuwe badplaats en dorp. Het idee was dat Bergen dan Bergen Binnen zou gaan heten, maar die naam is nooit echt overgenomen als echte plaatsnaam. Wel is het de naam geworden van de gehele nieuwbouw als wijkduiding van de gemeente, waarin Westdorp als een wijk is gelegen.
In dezelfde periode waarin de villa's werden gebouwd kwamen er diverse kunstschilders zich in Westdorp vestigen na uitnodiging van mevrouw Van Reenen. Deze wilde er kunstenaarsdorp van maken, naar voorbeeld van Laren en dat werkte uiteindelijk goed. Zo ontstond er de Bergense School. De meeste kunstenaars zaten aan de Buerweg en het oude centrum van Bergen.
De Herenweg is het verlengde van de Eeuwigelaan, een oude weg die Bergen met Castricum verbindt en door de Egmonden loopt, mogelijk is deze vernoemd naar een oude legerroute langs de kust, een zo geheten heirweg. Mogelijk met de dubbele betekenis dat het van Graven van Holland en Friesland was, of alleen deze laatste betekenis.
Dorpen en gehuchten: Aagtdorp · Bergen · Bergen aan Zee · Bregtdorp · Catrijp · Camperduin · Egmond aan den Hoef · Egmond aan Zee · Egmond-Binnen · Groet · Hargen · Rinnegom · Schoorl · Schoorldam (deels) · Wimmenum

Buurtschappen: Duyncroft · Egmondermeer · Het Woud · Westdorp · Zanegeest

Badplaatsen (zonder woonkern): Hargen aan Zee · Schoorl aan Zee

Voormalige buurtschappen: Oostdorp · Oudburg

Voormalige gemeenten: Bergen · Egmond · Schoorl

Noord-Holland: Steden en dorpen      Nederland: Provincies · Gemeenten